# Obsolescence

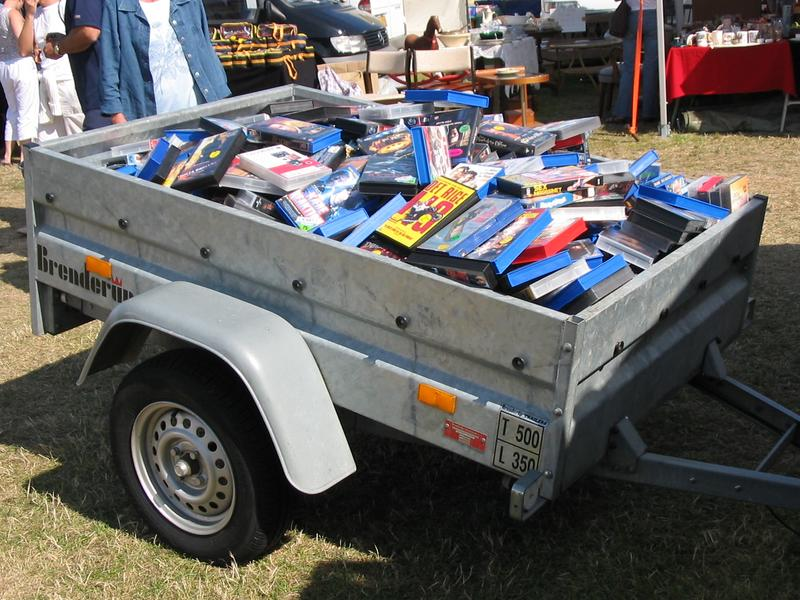
Le marché aux puces donne une seconde vie aux cassettes vidéo tombées en obsolescence.

L'obsolescence est le fait pour un produit ou un service de devenir périmé, déprécié (machine, procédé) ou d'être dépassé, et donc de perdre une partie de sa valeur d'usage, même s'il est toujours en état de fonctionnement. Cette obsolescence peut découler de la seule évolution technique (on parle alors d'« obsolescence technique) ou de la mode (on utilise alors plutôt le mot « démodé »). Ainsi, par exemple, la règle à calcul a été supplantée par la calculatrice électronique en très peu de temps, car elle n'était compétitive techniquement ni en vitesse, ni en précision, même à égalité de coût.
L'obsolescence indirecte est induite par une impossibilité de réparer un produit, alors que l'obsolescence psychologique résulte d'effets de mode ou de la mise sur le marché de nouveaux produits paraissant plus efficaces ou séduisants, souvent à l'aide de la publicité.

## Enjeux
Les enjeux sont à la fois socio-économiques et environnementaux : 
- L'obsolescence peut enrichir l'entreprise qui la pratique, mais au détriment des consommateurs (notamment les plus pauvres) et aussi au risque lui faire perdre une clientèle frustrée, qui peut alors se détourner vers des produits lui paraissant plus durables ou vers une économie de fonctionnalité ;
- L'obsolescence est aussi une source d'affaiblissement du secteur de la réparation qui a pourtant, selon un rapport de 2017, un potentiel d'environ 296 emplois par 10 000 tonnes de biens usés ou en panne ;
- Les plus pauvres sont les premières victimes, car ne pouvant acheter que des produits à bas prix, souvent conçus pour être inutilisables plus rapidement[réf. nécessaire] ;
- L'obsolescence est une énorme source de gaspillage ou surexploitation de ressources, de temps perdu, d'émission de gaz à effet de serre, de pollution et de consommation évitable d'énergie.

En 2017, Pascal Durand — auteur d'un rapport sur le sujet — s'étonne du peu d'intérêt de l'Europe pour ce sujet et en particulier du fait que la Commission européenne n'ait pas souhaité traiter du sujet dans le cadre du paquet économie circulaire avant de finalement vouloir se pencher sur la question de l'obsolescence accélérée (pour son plan d'action sur l'écoconception pour la période 2016-2019).
En 2019, Kevin Boissie publie la première thèse française  traitant de la problématique de l'obsolescence. Il y défini l'obsolescence comme  « la conséquence d’un évènement qui impacte directement l’usage, l’utilité, le fonctionnement et/ou altère ou rend inutilisable un produit ». L’obsolescence peut se propager en amont ou en aval, elle peut être directe ou indirecte.

## Les sources et les typologies d'obsolescence
Il existe de nombreuses typologies d'obsolescence. La plus médiatique étant la très connue "obsolescence programmée".
En 2015, Claude Déméné et Anne Marchand répertorient les différentes typologies d'obsolescences en mettant en évidence qu'il n'existe pas une, mais des obsolescences. Dans un ordre chronologique, ce constat est basé sur les travaux de Vance Packard (1962), Eva Heiskanen (1996), Björn Granberg (1997), Cooper (2004), Joseph Guiltinan (2008), Lydie Tollemer (2012) et Brian Burns (2010).
Les typologies répertoriées sont :
- Obsolescence de fonction ;
- Obsolescence de qualité ;
- Obsolescence de présentation ;
- Obsolescence par défaillance ;
- Obsolescence par insatisfaction ;
- Obsolescence par changements de besoins de l’usager ;
- Obsolescence fonctionnelle ;
- Obsolescence psychologique ;
- Obsolescence technologique ;
- Obsolescence économique ;
- Obsolescence absolue ;
- Obsolescence esthétique ;
- Obsolescence sociale ;
- Obsolescence par incompatibilité ;
- Obsolescence indirecte ;
- Obsolescence par notification ;
- Obsolescence par péremption ;
- Obsolescence écologique ;
- Mort programmée ou conception visant à limiter la vie fonctionnelle/technique ;
- Conception limitant les réparations ;
- Conception esthétique ;
- Conception pour la mode ;
- Conception pour l’amélioration fonctionnelle à travers l’ajout et la mise à jour des caractéristiques du produit ;

Cette liste nous éclaire sur le fait que de nombreuses origines d'obsolescences n'ont rien en commun, ni dans la possibilité de conception du produit ou du service, ni dans sa disponibilité, ni dans sa capacité à être toujours fonctionnel. De nombreux smartphones sont considérés comme obsolètes alors que leur fonction principale, téléphoner, en toujours parfaitement fonctionnelle. L'obsolescence informationnelle caractérise les journaux qui n'ont de valeur que la journée de leur publication.
Un autre apport très intéressant des travaux de Déméné et Marchand est la mise en évidence de l'origine de l'obsolescence en trois causes racines :
- Les fabricants
- Les pouvoirs publics (par les lois et les normes)
- Les utilisateurs

## Les remédiations de l'obsolescence
Les remédiations curatives documentées, de l'obsolescence technique sont :
- L'utilisation de stock existant, notamment par l'intermédiaire de "broker" ;
- La réparation en après-vente par pièce d'occasion (tel que pourrait l'être une casse-auto par exemple) ;
- La cannibalisation, dans le cadre de laquelle on vient prélever sur un produit "sain" les composants manquants pour rétablir la fonctionnalité d'un produit tierce ;
- Le paiement d'une compensation, qui revient a trouver un compromis commercial avec le client lésé ;
- L'émulation, qui est principalement "software" mais qui peut également s'appliquer à certain composant électronique ;
- L'utilisation d'un composant de substitution (différente de l'alternative), qui pourra se substituer sans compromis ;
- L'utilisation d'un composant alternatif, qui à la différence de la substitution, n'est pas en tout point identique à l'attendu. Cela suppose donc l'application d'un compromis. C'est par exemple, le remplacement d'une coque de protection "d'origine" par une coque de protection "générique" qui ne porterait pas le logo de la marque ;
- La réalisation d'une reconception ;
- La réalisation d'une commande fin de vie (appelée également ATB pour all time buy ou encore LBO pour last buy order). Souvent pratiquée par les industriels qui sont encore engagés à livrer leurs clients sur plusieurs années, cette pratique présente la contrainte de devoir maintenir les composants en bonne condition sur des périodes souvent très longues. Ce stockage longue durée est défini dans des normes, notamment l'IEC 62435 pour les composants électroniques ;
- La suppression de fonction, lorsque seule une partie secondaire ou accessoire et condamné par une obsolescence indirecte ou propagée ;
- Le transfert de technologie et/ou de savoir ;
- La renégociation / renonciation qui a pour but de contraindre ou trouver un compromis permettant de redémarrer l'approvisionnement de produit annoncé en fin de vie, ou précédemment éteint ;

## Contre l'obsolescence
Pour se prémunir contre ce phénomène, les entreprises peuvent s'appuyer sur la R&D (Recherche et Développement), sur la veille technologique ou la veille sociétale pour fabriquer des produits plus solides et réparables, et pour prévoir, avec autant d'avance que possible, les changements risquant de remettre en question la valeur de leur savoir-faire.

## Obsolescence programmée
L'obsolescence programmée est une stratégie et un ensemble de techniques qui visent à volontairement réduire la durée de vie d'un produit pour en augmenter le taux de remplacement.
Une entreprise peut décider de fabriquer et mettre sur le marché des produits dits à « vieillissement programmé », ou bien encore non réparables, parce que lors de leur sortie celui qui les remplacera est déjà à l'étude, parce qu'on estime que la réparation coûterait plus cher qu'un remplacement, ou pour forcer le consommateur à ensuite racheter de nouveaux produits. Ceci vaut pour des biens de consommation courante (d'équipement des ménages notamment) comme les appareils électroménagers, les automobiles ou l'électronique grand public (postes de télévision et de radio, hi-fi, téléphones mobiles, ordinateurs...).
Ces produits ne sont parfois pas conçus pour durer beaucoup plus que le temps d'arrivée sur le marché de leur remplaçant. Des fabricants modifient parfois aussi les normes d'assemblage des pièces constituant ces appareils dans un délai inférieur à la durée nominale de fonctionnement des organes vitaux, toujours dans la même optique de renouvellement forcé du parc. En France le Code de la Consommation Art. L. 111-1 stipulait seulement que le consommateur devait être informé de la durée de disponibilité des pièces de rechange. Depuis 2015, l'obsolescence programmée est un délit en France.
Parfois, même le changement de parties à durée de vie faible est impossible ou incommode : pile soudée à une carte-mère, batterie non remplaçable par l'utilisateur parce que le constructeur estime que le changement n'aura jamais lieu.

## Position européenne
À ce jour, aucune légalisation européenne ne traite directement du sujet, mais la Commission européenne a publié le 30 novembre 2017 son plan d'action sur l'écoconception et avant une présentation en plénière du 3 juillet 2017, la commission du marché intérieur et de la protection des consommateurs du Parlement européen étudiera fin mai-début juin 2017, un rapport intitulé « Une durée de vie plus longue des produits : avantages pour les consommateurs et les entreprises », présenté par l'eurodéputé Pascal Durand, rapport qui pourrait éventuellement être suivi d'une proposition de directive.
Ce rapport ne propose pas de créer un délit d'obsolescence programmée, mais un allongement de la garantie légale de conformité à plus de deux ans pour les produits consommant de l'énergie, et au moins cinq ans pour le gros électroménager et les biens meubles durables, tout en obligeant les distributeurs à fournir les pièces détachées essentielles au bon fonctionnement des biens, à un prix et dans un délai raisonnables, ainsi qu'à afficher sur les produits leur durée escomptée d'usage. Il propose aussi un label européen sur la durabilité des produits.

## En France
La législation intègre peu à peu et explicitement cette question avec notamment : 
- La loi dite « loi Hamon », qui a porté à deux ans au minimum la durée de la garantie légale de conformité, et qui oblige les producteurs à communiquer au public la durée pendant laquelle les pièces détachées nécessaires à leur réparation sont disponibles. L'association les Amis de la Terre a déploré que « sous la pression de la distribution, le gouvernement [ait] fait le choix d'un simple affichage et non d'une obligation de mettre à disposition des pièces détachées »[2]. Le 20 septembre 2016, treize ONG et acteurs de l'allongement de la durée de vie des produits dont lancé un appel à étendre la garantie des produits à dix ans[2] ;
- La loi relative à la transition énergétique pour la croissance verte (TECV), promouvant un allongement de la durée de vie des produits, et qui définit l'obsolescence programmée, en en faisant un délit passible de sanctions[2].

Cependant, en 2017, selon la DGCCRF, de nombreux grands magasins spécialisés, supermarchés, magasins de détails, d'occasion et sites Internet ne respectent pas ces obligations, ni ne donnent d'informations sur la disponibilité des pièces détachées ou de garantie. Un rapport du Gouvernement, annoncé pour début 2017, mais en retard doit analyser l'intérêt d'étendre la garantie légale de conformité.